# Smedene i Viborg flytter skilt
|  | Denne artikel er oprettet af botten Steenthbot ud fra en ekstern database. Den kan derfor have sproglige fejl eller mangler. Denne skabelon kan fjernes efter kontrol af indholdet. |

Smedene i Viborg flytter skilt er en dansk dokumentarisk optagelse fra 1930.

## Handling
5. maj 1930. Efter den gamle Oldermands død flyttes skiltet til den nye Oldermand.